# Al-Fatiha Foundation
La Al-Fatiha Foundation (Fondazione Al-Fatiha in inglese) è una organizzazione militante omosessuale islamica statunitense per la difesa di omosessuali, lesbiche, bisessuali e transessuali di confessione musulmana. Fondata nel 1998 da Faisal Alam, americano di origine pakistana, è registrata come  organizzazione non profit negli USA.
Diverse organizzazioni e personalità islamiche si sono dichiarate contro questa organizzazione. Al-Muhajiroun, una organizzazione radicale islamica internazionale e lo sceicco Omar Bakri Muhammad hanno a più riprese vilipeso questa organizzazione ed i suoi membri, lanciando anche una fatwā che dichiara i membri di Al-Fatiha infedeli e l'organizzazione stessa non tollerata nell'Islam.
Al-Fatiha ha sette sedi negli Stati Uniti e associazioni simili in altri paesi (Regno Unito, Canada e Sudafrica).